# Marcin Jarzyna
Marcin Jarzyna z Rudek herbu Trzaska (zm. w 1671/1672 roku) – kasztelan sochaczewski w 1661 roku,  wojski rawski w 1654 roku.
Poseł sejmiku rawskiego na sejm 1661 roku. Jako senator wziął udział w sejmie 1664/1665 roku i 1669 (I). Poseł sejmiku rawskiego ziemi rawskiej na sejm wiosenny 1666 roku.
Podpisał z województwem sandomierskim elekcję Jana II Kazimierza Wazy, był elektorem Michała Korybuta Wiśniowieckiego z ziemi sochaczewskiej w 1669 roku, podpisał z województwem rawskim elekcję Jana III Sobieskiego.